# Gypsyhook EP
Gypsyhook EP è il primo EP del produttore discografico statunitense Sonny Moore (il quale avrebbe successivamente impiegato lo pseudonimo Skrillex per le successive pubblicazioni), pubblicato il 7 aprile 2009.

## Il disco
Registrato nell'estate del 2008, si tratta dell'unica pubblicazione solista a figurare il vero nome di Skrillex e include tre canzoni, due delle quali egli ha pubblicato per la demo, e quattro remix. "海水" (Kai Sui, "Acqua di mare") è una versione giapponese di "Mora". "Gypsyhook" contiene campioni di una traccia strumentale registrata in precedenza, dal titolo "Look Over at That", "Copaface2" contiene campioni di "Float It, e "Mora" contiene campioni di "I Know Who You Are". L'EP è stato pubblicato solo in digitale.
L'EP è stato promosso dal videoclip di Mora, uscito il 3 febbraio 2009 e diretto da Shawn Butcher.

## Tracce
1. Gypsyhook - 4:19
2. Mora - 3:37
3. Copaface2  - 4:12
4. Gypsyhook (vs. DMNDAYS) - 4:29
5. Mora (vs. The Toxic Avenger) - 5:19
6. Mora (vs. LAZRtag) - 5:11
7. Copaface2 (vs. Dan Sena) - 4:49
8. Kai Sui (海水; "Acqua di mare") - 3:42
9. Mora (Video; US iTunes bonus) - 3:47